# Maisonsgoutte
Maisonsgoutte je občina v departmaju Bas-Rhin francoske regije Alzacija.
Leta 1990 je v občini živelo 789 oseb oz. 162 oseb/km².